# كارسون (كاليفورنيا)
كارسون (بالإنجليزية: Carson)‏ هي إحدى مدن مقاطعة لوس أنجليس، كاليفورنيا. تم إعطاءها لقب مدينة في 20 فبراير، 1968.

## التركيبة السكانية
حدّد مكتب تعداد الولايات المتحدة بيانات التركيبة السكانية لكارسون في تعداد الولايات المتحدة. في ما يلي، التركيبة السكانية حسب تعدادي 2000 و2010.

### تعداد عام 2000
بلغ عدد سكان كارسون 89,730 نسمة بحسب تعداد عام 2000، وبلغ عدد الأسر 24,648 أسرة وعدد العائلات 20,243 عائلة مقيمة في المدينة. في حين سجلت الكثافة السكانية 1,826.8 نسمة لكل كيلومتر مربع (4,731.4/ميل2). وبلغ عدد الوحدات السكنية 25,337 وحدة بمتوسط كثافة قدره 515.8 لكل كيلومتر مربع (1,335.9/ميل2).
وتوزع التركيب العرقي للمدينة بنسبة 25.69% من البيض و25.41% من الأمريكيين الأفارقة و0.56% من الأمريكيين الأصليين و22.27% من الأمريكيين ذوي الأصول الآسيوية و2.99% من سكان جزر المحيط الهادئ و17.98% من الأعراق الأخرى و5.09% من عرقين مختلطين أو أكثر و34.92% من الهسبانيون أو اللاتينيون من أي عرق.
بلغ عدد الأسر 24,648 أسرة كانت نسبة 49% منها لديها أطفال تحت سن الثامنة عشر تعيش معهم، وبلغت نسبة الأزواج القاطنين مع بعضهم البعض 58.7% من أصل المجموع الكلي للأسر، ونسبة 17.2% من الأسر كان لديها معيلات من الإناث دون وجود شريك، بينما كانت نسبة 6.2% من الأسر لديها معيلون من الذكور دون وجود شريكة وكانت نسبة 17.9% من غير العائلات. تألفت نسبة 14.2% من أصل جميع الأسر من عدة أفراد يعيشون في نفس المنزل ونسبة 5.9% كانت تتألف من شخص يعيش بمفرده يبلغ من العمر 65 عاماً أو أكثر. وبلغ متوسط حجم الأسرة المعيشية 3.59، أما متوسط حجم العائلات فبلغ 3.92.
بلغ العمر الوسطي للسكان 33.7 عاماً. وكانت نسبة 28.3% من القاطنين تحت سن الثامنة عشر، وكانت نسبة 9.4% بين الثامنة عشر والرابعة والعشرين عاماً، ونسبة 28.2% كانت واقعةً في الفئة العمرية ما بين الخامسة والعشرين والرابعة والأربعين عاماً، ونسبة 22.3% كانت ما بين الخامسة والأربعين والرابعة والستين، ونسبة 10.3% كانت ضمن فئة الخامسة والستين عاماً فما فوق. يوجد لكل 100 أنثى 93.6 ذكر، ويوجد لكل 100 أنثى في الثامنة عشر من عمرها فما فوق 89.7 ذكر.
بلغ متوسط دخل الأسرة في المدينة 52,284 دولارًا، أما متوسط دخل العائلة فبلغ 54,886 دولارًا. وكان متوسط دخل الذكور 33,579 دولارًا مقابل 31,110 دولارًا للإناث. وسجل دخل الفرد الخاص بالمدينة 17,107 دولارًا. وكانت نسبة 7.2% من العائلات ونسبة 9.3% من السكان تحت خط الفقر، وكان من هؤلاء نسبة 11.2% تحت سن الثامنة عشر ونسبة 8.6% في الخامسة والستين من العمر وما فوق.

### تعداد عام 2010
بلغ عدد سكان كارسون 91,714 نسمة بحسب تعداد عام 2010، وبلغ عدد الأسر 25,432 أسرة وعدد العائلات 20,726 عائلة مقيمة في المدينة. في حين سجلت الكثافة السكانية 1,867.1 نسمة لكل كيلومتر مربع (4,835.8/ميل2). وبلغ عدد الوحدات السكنية 26,226 وحدة بمتوسط كثافة قدره 533.9 لكل كيلومتر مربع (1,382.8/ميل2).
وتوزع التركيب العرقي للمدينة بنسبة 23.84% من البيض و23.83% من الأمريكيين الأفارقة و0.56% من الأمريكيين الأصليين و25.65% من الأمريكيين ذوي الأصول الآسيوية و2.60% من سكان جزر المحيط الهادئ و18.70% من الأعراق الأخرى و4.82% من عرقين مختلطين أو أكثر و38.62% من الهسبانيون أو اللاتينيون من أي عرق.
بلغ عدد الأسر 25,432 أسرة كانت نسبة 43.2% منها لديها أطفال تحت سن الثامنة عشر تعيش معهم، وبلغت نسبة الأزواج القاطنين مع بعضهم البعض 55.7% من أصل المجموع الكلي للأسر، ونسبة 18.8% من الأسر كان لديها معيلات من الإناث دون وجود شريك، بينما كانت نسبة 6.9% من الأسر لديها معيلون من الذكور دون وجود شريكة وكانت نسبة 18.5% من غير العائلات. تألفت نسبة 14.8% من أصل جميع الأسر من عدة أفراد يعيشون في نفس المنزل ونسبة 7% كانت تتألف من شخص يعيش بمفرده يبلغ من العمر 65 عاماً أو أكثر. وبلغ متوسط حجم الأسرة المعيشية 3.56، أما متوسط حجم العائلات فبلغ 3.90.
بلغ العمر الوسطي للسكان 37.6 عاماً. وكانت نسبة 24% من القاطنين تحت سن الثامنة عشر، وكانت نسبة 10.9% بين الثامنة عشر والرابعة والعشرين عاماً، ونسبة 25.2% كانت واقعةً في الفئة العمرية ما بين الخامسة والعشرين والرابعة والأربعين عاماً، ونسبة 26.2% كانت ما بين الخامسة والأربعين والرابعة والستين، ونسبة 13.8% كانت ضمن فئة الخامسة والستين عاماً فما فوق. وتوزع التركيب الجنسي للسكان بنسبة 47.9% ذكور و52.1% إناث.

## أعلام
- لوري مور
- هوراسيو راميريز
- إريك كرافن
- أشتون ساندرز
- كريس ريتشارد